# Malungsfors
Malungsfors ist ein Tätort in der Gemeinde Malung-Sälen in der schwedischen Provinz Dalarnas län und der historischen Provinz Dalarna. Malungsfors zählte im Jahre 2015 574 Einwohner.
Der Ort liegt etwa zehn Kilometer nordwestlich vom Hauptort der Gemeinde – Malung – entfernt am Ufer des Västerdalälven. Durch Malungsfors führt der Riksväg 66 in Richtung Sälen zur norwegischen Grenze. Der Bahnhof an der Västerdalsbanan war seit 2001 ungenutzt – der Verkehr endete bereits in Malung. Ab 2017 wurde das  Holzverladeterminal wieder reaktiviert und im Sommer 2019 wurde der Bahnverkehr wieder aufgenommen.
Bekannt ist Malungsfors für das jährliche Showfestival, bei dem bis zu 1500 Besucher erwartet werden.

## Persönlichkeiten
- Stig Lindberg (1931–2010), Leichtathlet, Geher

## Bildergalerie

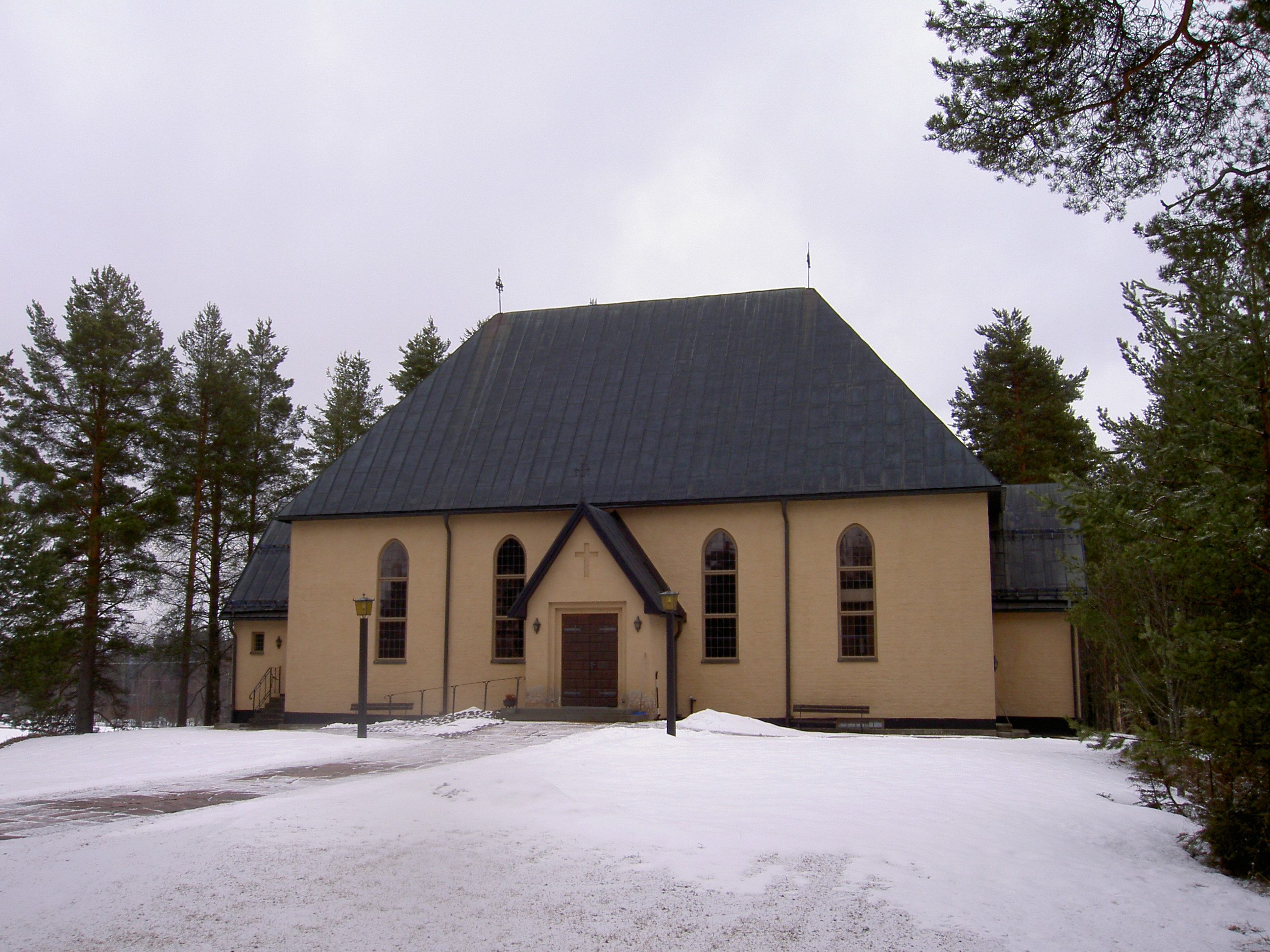
Kapelle (2008)
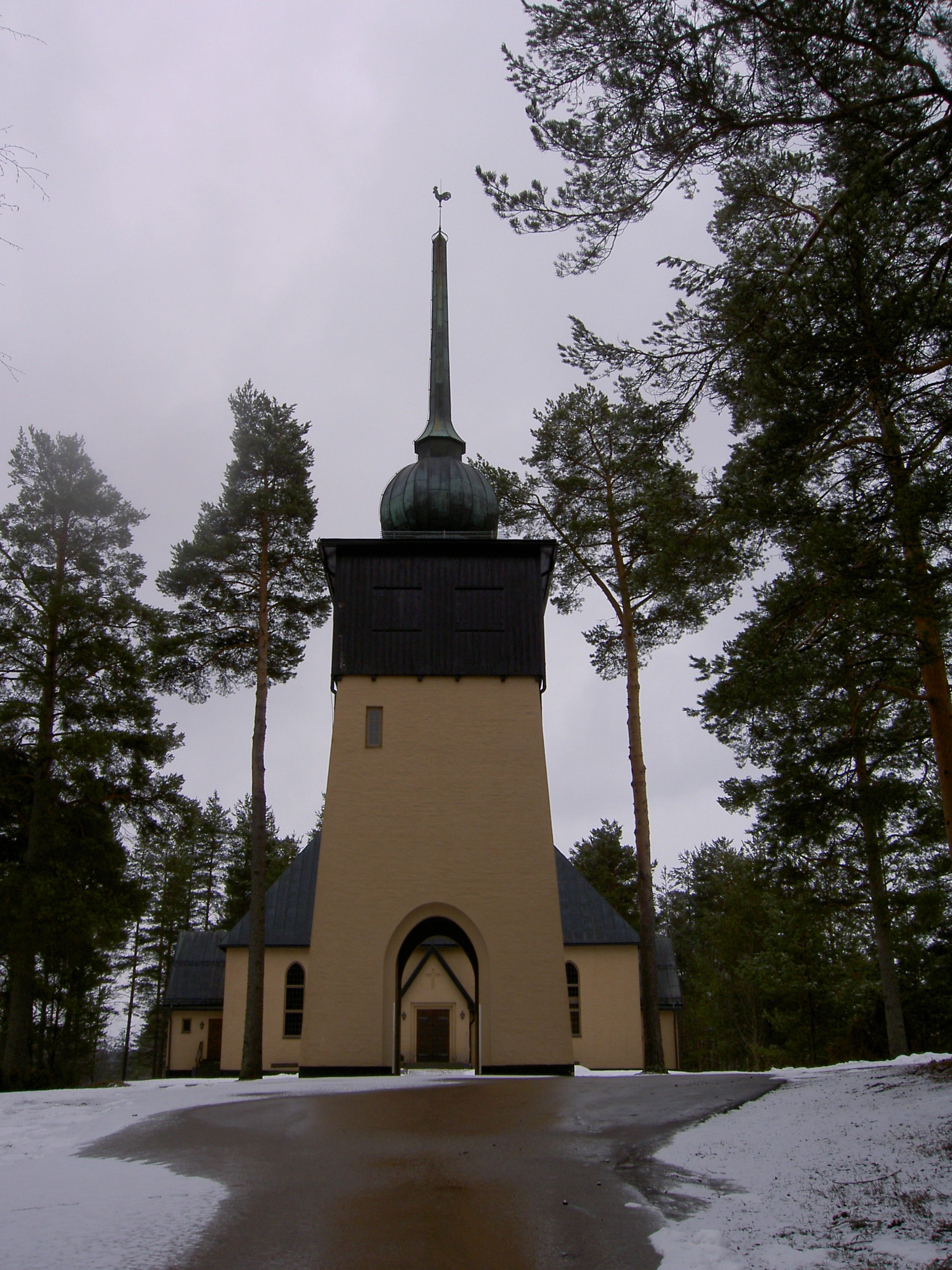
Glockenturm (2008)